# St. Johannes der Täufer (Kleinsöll)

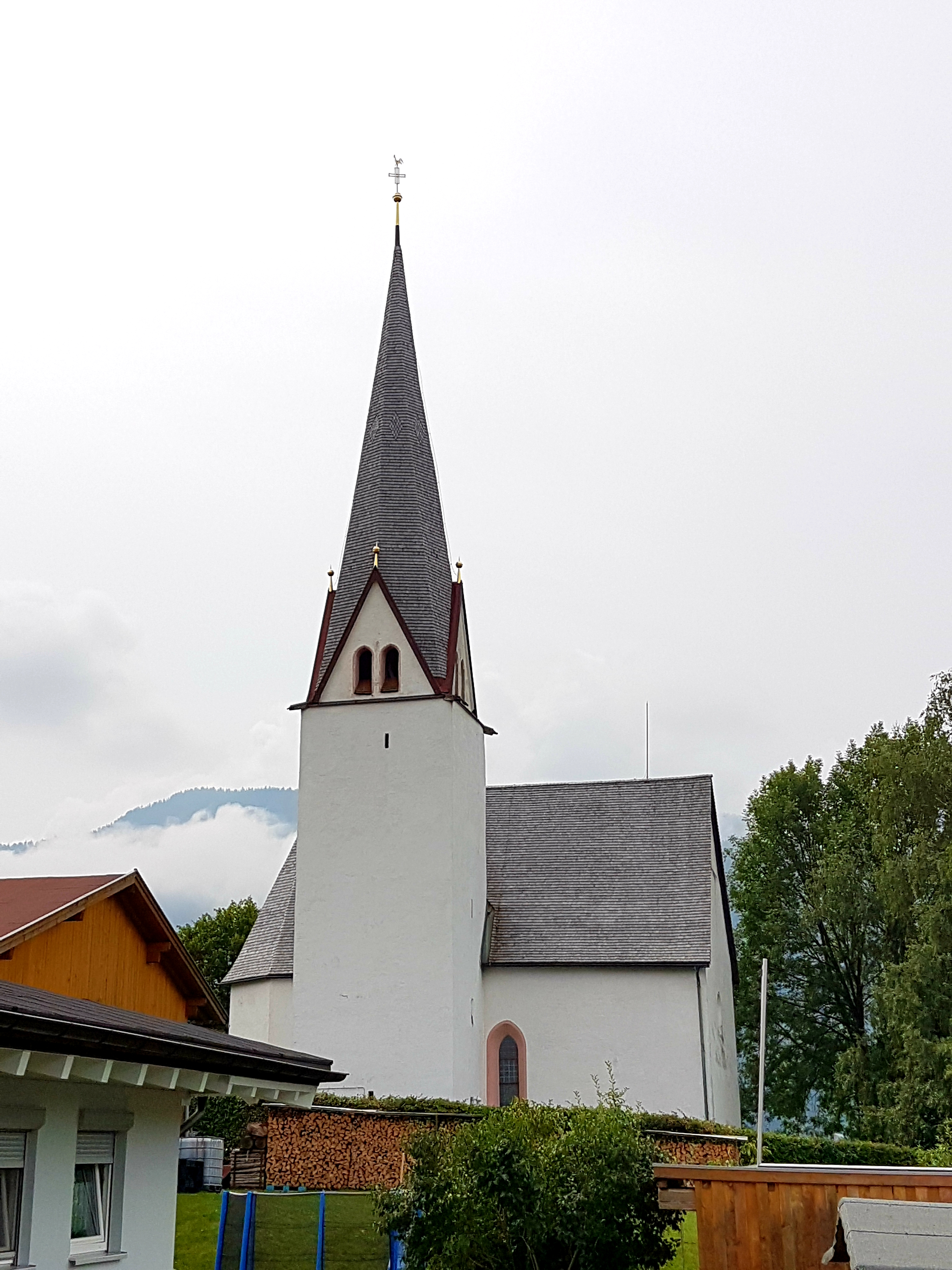
St. Johannes der Täufer von Norden

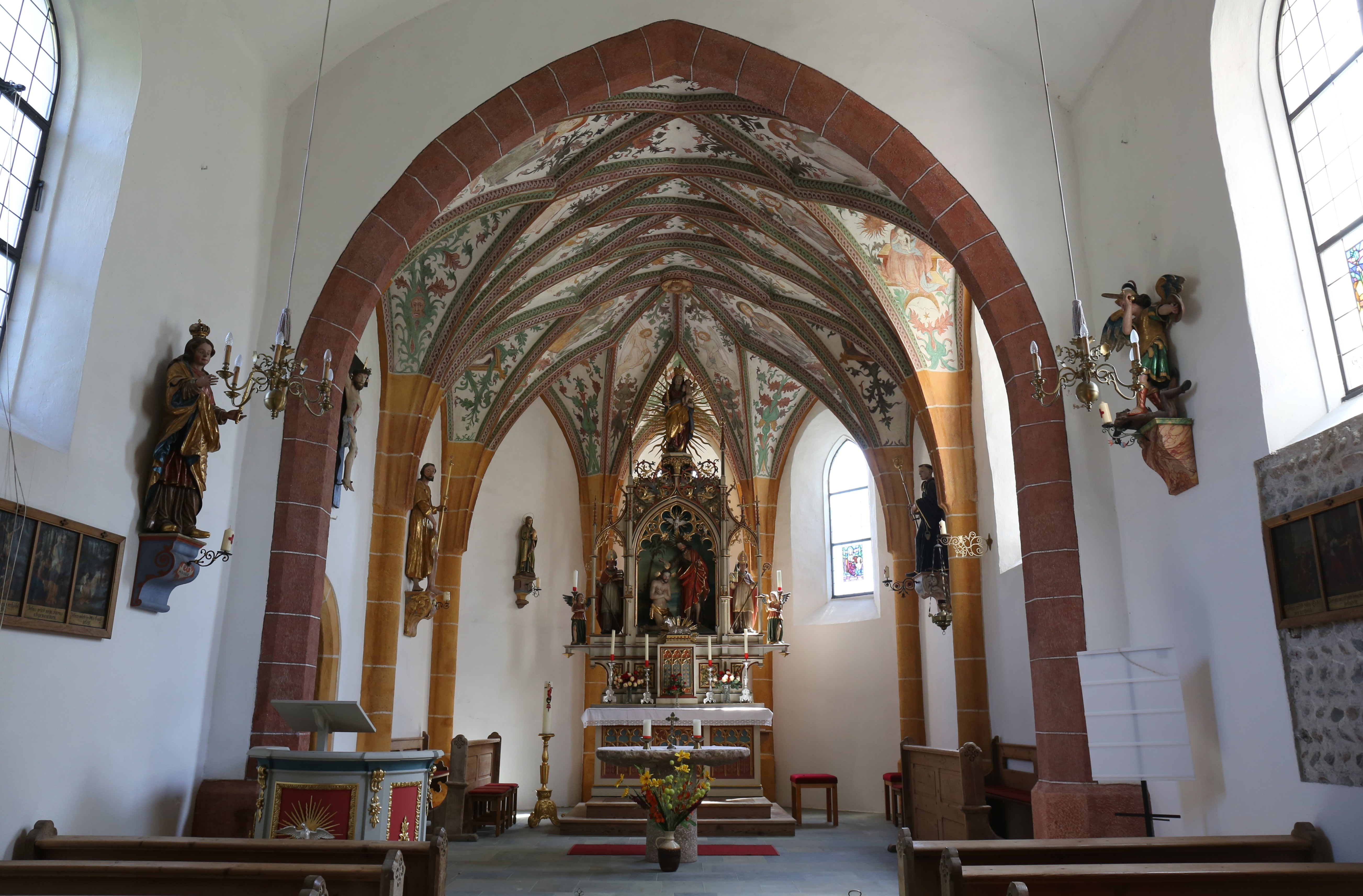
Innenansicht

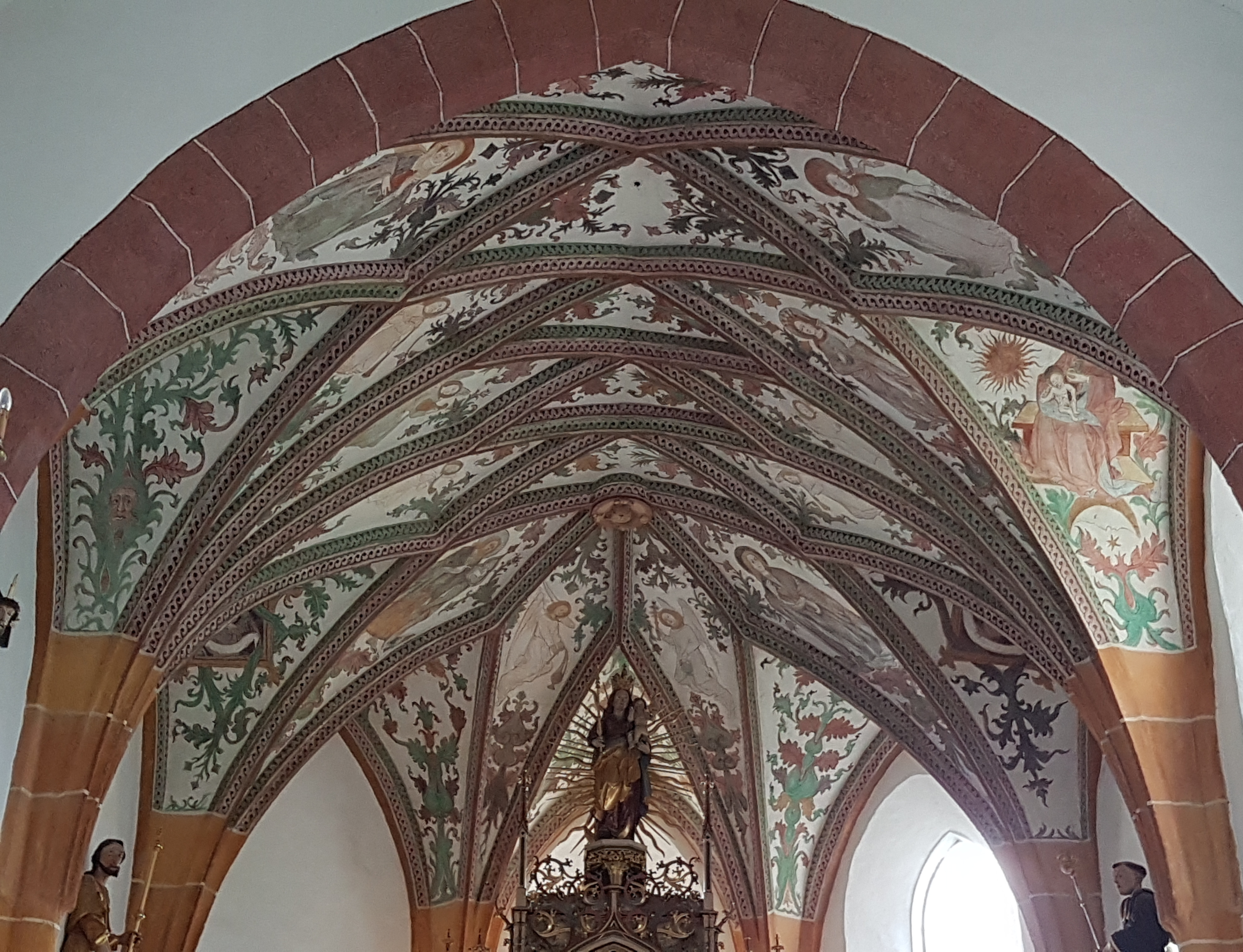
Chorfresken

Die Filialkirche St. Johannes der Täufer in Kleinsöll, einem Gemeindeteil von Breitenbach am Inn im Bezirk Kufstein, ist ein spätgotischer Bau von um 1480. Die Kirche und der ehemalige Friedhof stehen unter Denkmalschutz.

## Geschichte
Auf dem Standort der heutigen Kirche befand sich eine Eigenkirche eines Grundherrn mit Begräbnisstätte aus dem 9. Jahrhundert. Diese wurde bei Grabungen gefunden. Im Jahre 1315 ist die erste Kirche urkundlich nachweisbar. Von diesem spätromanischen Bauwerk stammt der überwiegende Teil des Turms. Um 1480 wurde sie durch den spätgotischen Sakralbau von Hans von Breitenbach ersetzt. Das Langhaus erhielt 1638 anstelle der ursprünglichen Holzdecke ein flaches Tonnengewölbe. Die neugotische Ausstattung erhielt die Kirche im letzten Drittel des 19. Jahrhunderts. Durch einen Bombenabwurf im Jahre 1945 wurde das Gotteshaus arg in Mitleidenschaft gezogen, bei der folgenden Instandsetzung stieß man in den Gewölbefeldern des Chors auf 24 in Secco-Technik gemalte Fresken. Die letzte umfassende Restaurierung fand 1988/90 statt.

## Beschreibung
Der kleine Saalbau mit wuchtigem Chorscheitelturm (mit Spitzhelm) besitzt ein ungegliedertes Äußeres, und auf der Westseite ein Rundbogenportal aus Hagauer Marmor. Der Innenraum zeigt ein Langhaus mit Flachtonnengewölbe und einen nicht eingezogenen, mit einem Netzrippengewölbe versehenen Chor mit Dreiachtelschluss. Das östliche Chorschlussfenster zeigt noch das ursprüngliche Maßwerk. 
Den wertvollsten Schmuck der Kirche stellen die freigelegten und konservierten Chorfresken aus der Spätrenaissance dar. In den zentralen Gewölbefeldern oberhalb des Altars sind die Heiligen Johannes der Täufer und Johannes Evangelist dargestellt, die seitlichen Fresken zeigen die Heiligen Barbara, Magdalena und Margaretha. Die weiteren Gewölbefelder stellen die Gottesmutter, den Erzengel Michael, musizierende Engel und die Evangelistensymbole dar.
Am neugotischen, nach dem Entwurf des Franziskanerpaters Johann Maria Reiter errichteten Altar steht im zentralen Schrein eine Taufe-Christi-Schnitzgruppe. Seitlich sind die Heiligen Rupert und Virgil eingefügt. Am Altarauszug steht thronend eine frühbarocke Mondsichelmadonna im Strahlenkranz um 1650.
Die Brüstungsfresken der gemauerten Empore zeigen die Darstellungen Verkündigung Mariens, Auferstehung Christi und eine Ölbergszene. Auf Wandkonsolen stehen die Statuen der Heiligen Vitus, Michael, Leonhard, Maria, Josef und Rochus. Das Deckenfresko im Langhaus oberhalb der Empore zeigt die Heilige Familie.